# Pietro Balestra
Pour les articles homonymes, voir Pietro Balestra (homonymie) et Balestra.
Pietro Balestra, né le 2 avril 1935 à Lugano et mort le 23 juin 2005 à Genève, est un économiste suisse spécialiste de l’économétrie des modèles dynamiques à erreurs composées et des données de panel. Il est surtout connu pour l’estimateur des moindres carrés généralisés appelé précisément estimateur Balestra-Nerlove.

## Biographie
Après une licence en sciences économiques à l’Université de Fribourg, Balestra poursuit ses études à l’Université du Kansas et à l’Université Stanford où il obtient un doctorat (Ph.D) en économie et statistique.
En 1965, Balestra est nommé professeur à l'Université de Fribourg. L'Université de Genève l’appelle en 1980 pour reprendre la chaire d’économétrie. Il a été également professeur associé à l’Université de Dijon.
Balestra a été l’un des promoteurs de la création de l’Université de la Suisse italienne (USI) et le premier doyen de la faculté des sciences économiques (1997-2001). Il a aussi participé à la création de l’association européenne d'économistes en se procurant avec succès, en tant que premier trésorier, le financement de cette nouvelle société qui réunit les économistes européens.

## Distinctions
- Fellow of the Econometric Society, the Journal of Econometrics et the European Economic Association[3]
- Président de la Société suisse de statistique et d'économie politique[4]

## Principales publications
- Pooling Cross-Section and Time Series Data in the Estimation of Dynamic Models: The Demand for Natural Gas (avec Marc Nerlove), Econometrica, July 1966
- The Demand for Natural Gas in the United States. A Dynamic Approach for the Residential and Commercial Market, Amsterdam, 1967
- “On the Efficiency of Ordinary Least Squares in Regression Models”, Journal of the American Economic Association, September 1970
- Some Optimal Aspects in a Two Class Growth Model with a Differentiated Interest Rate (avec Mauro Baranzini), Kyklos, 2, 1971
- Calcul matriciel pour économistes, Albeuve, 1972
- Best Quadratic Unbiased Estimators of the Variance-Covariance Matrix in Normal Regression, Journal of Econometrics, March 1973
- La dérivation matricielle, Paris, 1976
- A Note on the Exact Transformation Associated with the First Order Moving Average Process, Journal of Econometrics, December 1980
- A Note on Amemiya’s Partially Generalised Least Squares, Journal of Econometrics, 23, 1983
- Full Information Estimation of a System of Simultaneous Equations with Error Component Structure (avec J. Varadharajan-Krishnakumar), Econometric Theory, 3, 1987
- Optimal Experimental Design for Error Components Models (avec Dennis Aigner), Econometrica, 4, 1988
- Formulation and Estimation of Econometric Models for Panel Data (avev Marc Nerlove), in The Econometrics of Panel Data, L. Matyas and P. Sevestre Eds., Amsterdam, 1992